# Haematopus palliatus
El ostrero común americano u ostrero pío americano (Haematopus palliatus), también llamado pilpilén, es una especie de ave Charadriiforme de la familia Haematopodidae que habita desde las costas de América del Sur y América Central hasta las de América del Norte, desde México y las costas norteamericanas atlánticas de Florida hasta Nueva Inglaterra.

## Descripción
Sus ojos son amarillos con borde rojo. Su cabeza es toda negra y el manto lo tiene de color marrón oscuro. El pecho es blanco y presenta una entrada blanca sobre el ala. Cuando vuela muestra una banda blanca en las secundarias. La cola la tiene marrón oscuro con blanco en la base.
El pico es largo y rojo anaranjado y achatado por los costados. Las patas son de color rosado claro.

## Distribución y hábitat
Vive en las playas arenosas y lodosas del Pacífico en el continente Americano, donde se alimenta de ostras que abre con su pico y de invertebrados marinos.

## Historia Natural
Se alimenta de ostras y otros invertebrados marinos cuando la marea baja, descansando en las mareas altas. Suele dormir cerca a bandadas de gaviotas pero manteniendo su distancia.  Sus nidos son simples depresiones en playas arenosas. Sus huevos manchados se mimetizan muy bien en la arena gris.

## Subespecies
Se conocen dos subespecies de Haematopus palliatus:
- Haematopus palliatus galapagoensis Ridgway, 1886
- Haematopus palliatus palliatus Temminck, 1820

## Galería

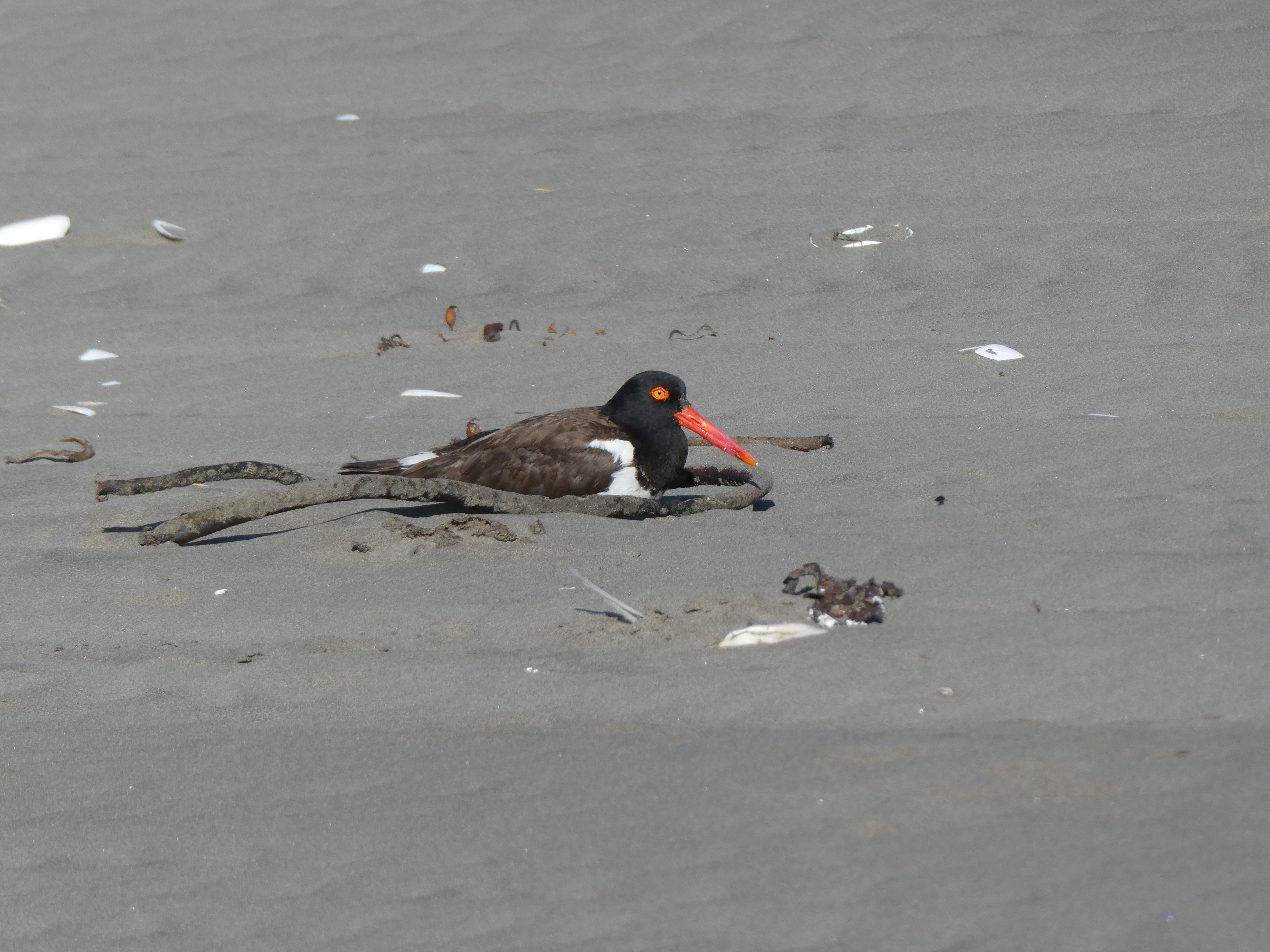
Pilpilén en la arena de la playa Cucao Norte. Isla Grande de Chiloé.
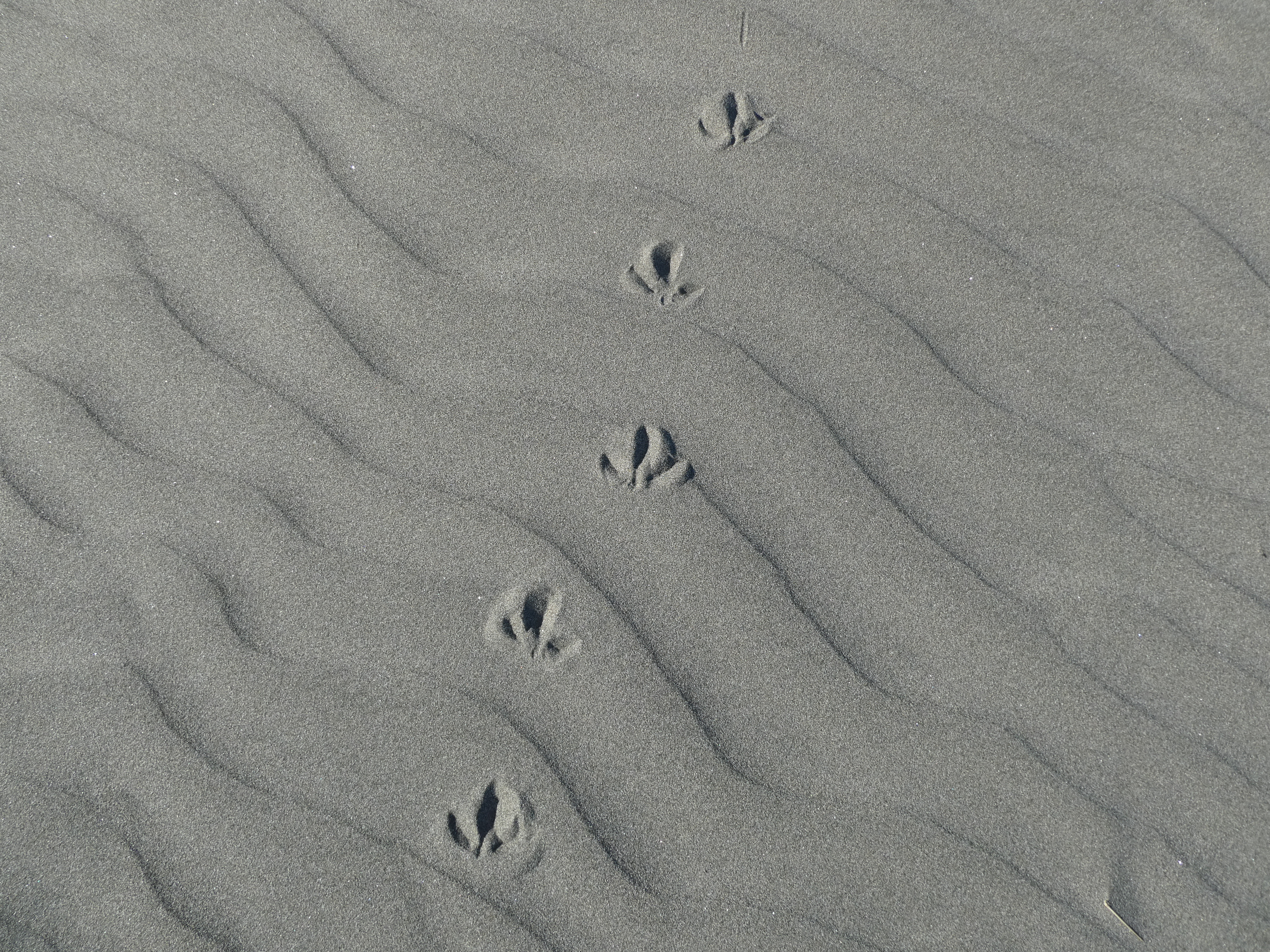
Arena con huellas de pilpilén, en la playa Cucao Norte. Isla Grande de Chiloé.
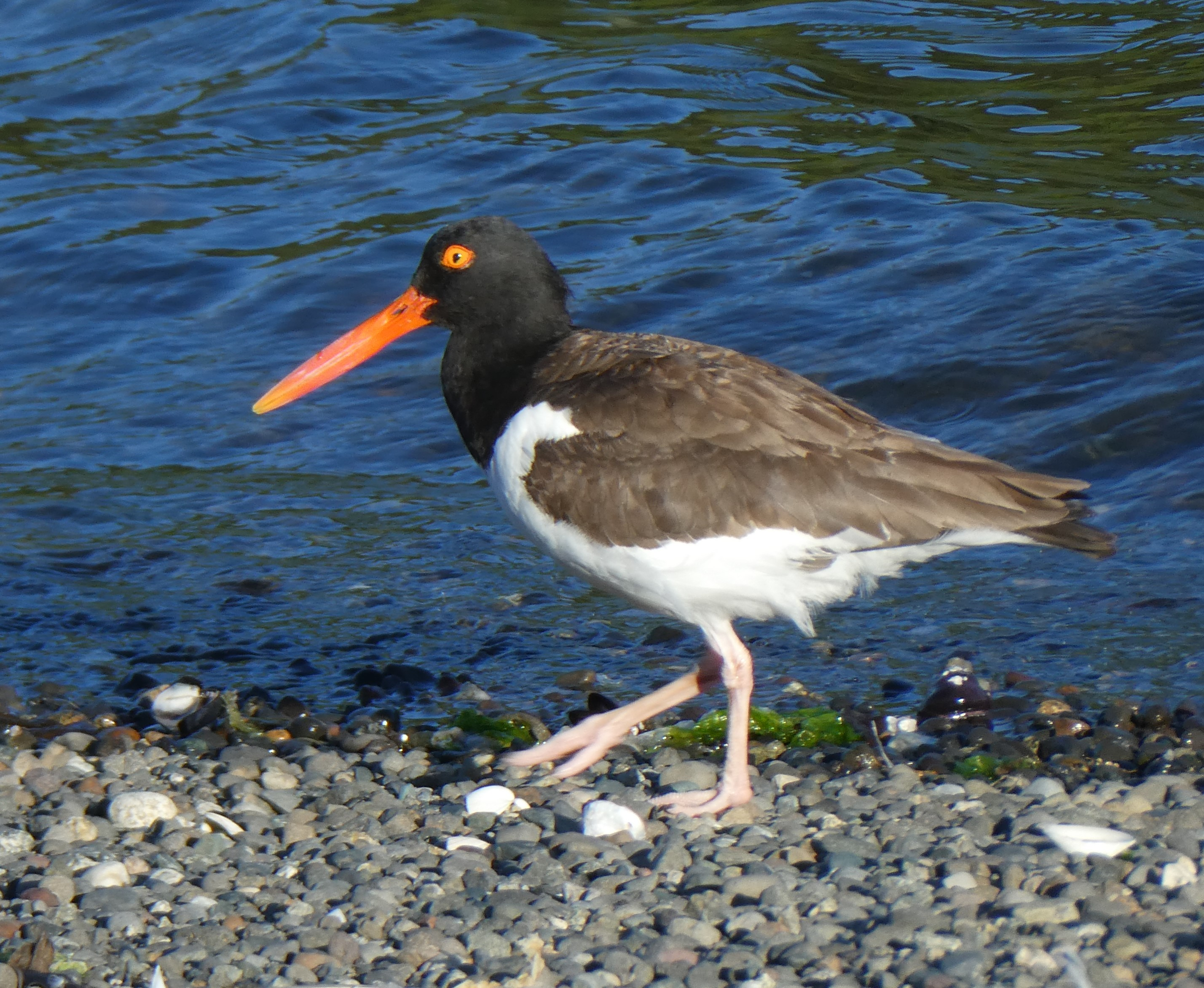
Pilpilén en Chiloé, Chile.
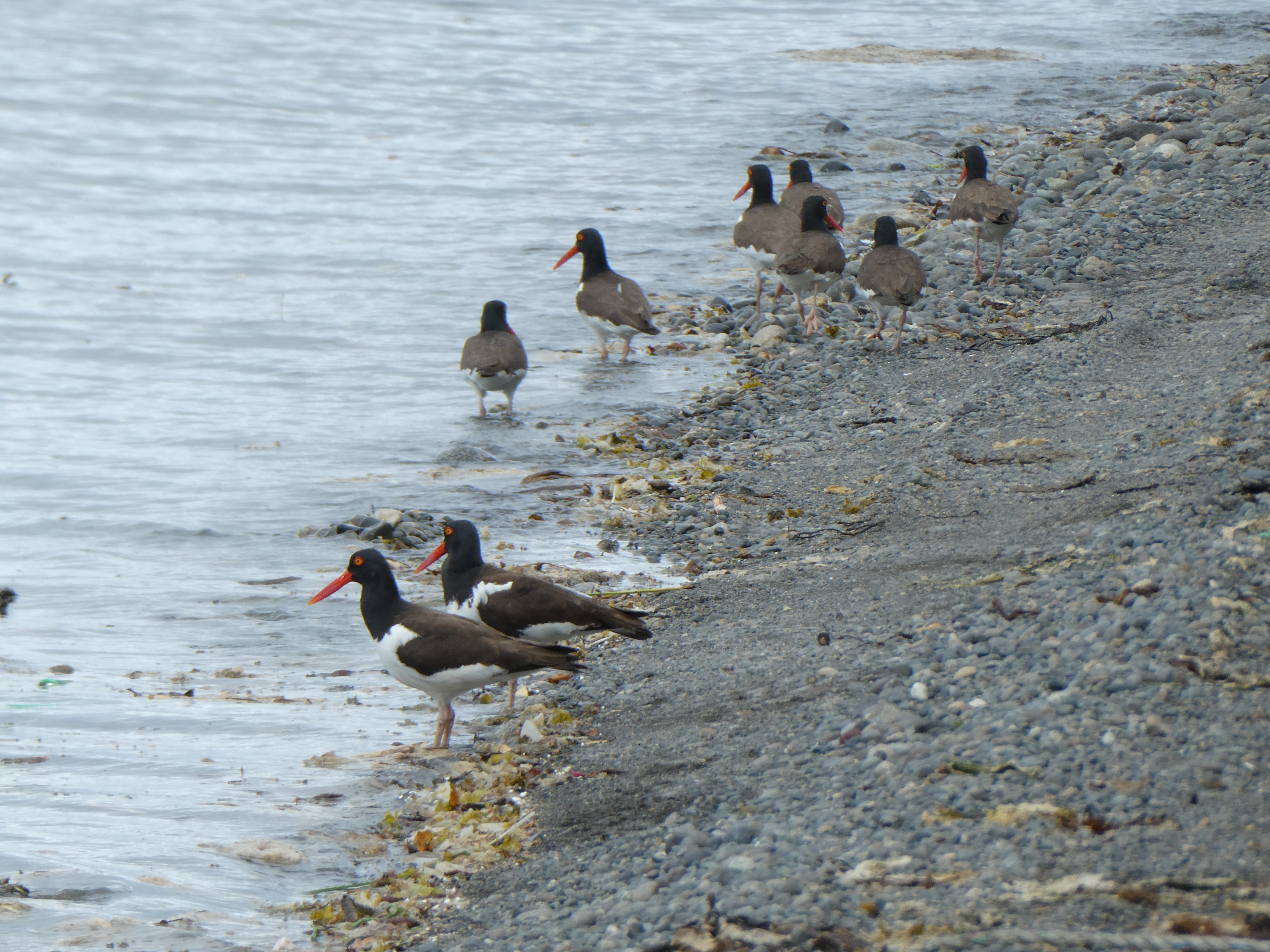
Pilpilenes en Calen, Isla Grande de Chiloé.
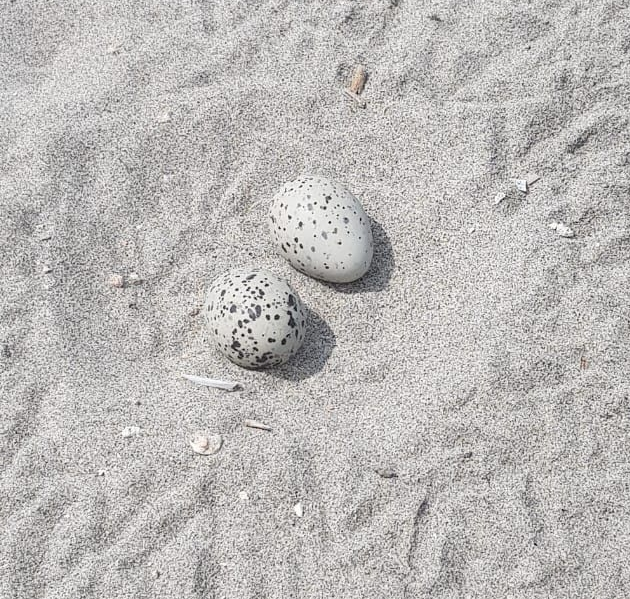
Un nido de ostrero americano en una concurrida playa de Lima.